# Сёстры Служительницы Пренепорочной Девы Марии
 Сёстры Служительницы Пренепорочной Девы Марии  — женская монашеская конгрегация Украинской греко-католической Церкви, основанная в 1892 году священником Кириллом Селецким и монахом из базилианского ордена Е. Ломницким для религиозного воспитания детей и молодёжи и разнообразной помощи в католических приходах.

## История
Первый монастырь сестёр служительниц Пренепорочной Девы Марии возник в 1892 году в селе Жужели благодаря помощи местного греко-католического священника Кирилла Селецкого. В 1894 году в Кристинополе под руководством монахов-василиан был основан главный монастырь конгрегации. Под руководством настоятельницы конгрегации Иосафаты Гордашевской монастыри конгрегации стали основываться по всей Галиции, а также в украинской диаспоре в Канаде, Бразилии, Югославии и США.
До 1934 года конгрегация подчинялась епархиальному праву, в 1956 году Римский папа Пий XII окончательно утвердил устав конгрегации. К этому времени в Европе уже действовали 92 монашеских дома. В 1940—1941 гг. советская власть запретила деятельность конгрегации на территории Украины. Многие монахини были заключены в тюрьмах и высланы в ссылку. Монахини преследовались также в Чехословакии. Только на территории Польши (13 монашеских дома) и Югославии (7 монашеских дома) монахини могли действовать легально.
В настоящее время главный монастырь конгрегации «Сёстры Служительницы Пренепорочной Девы Марии» находится в Риме. Монастыри конгрегации находятся во Франции (2 монашеских дома) , Англии (2 дома), Германии (2 дома), Бразилии (43 дома), Канаде (23 дома), США (20 домов), Аргентине (4 дома). Монахини занимаются в католических приходах катехизацией, имеют собственные средние и высшие учебные заведения для девушек и оказывают помощь при миссионерской деятельности католических священников.

## Святые конгрегации
- блаженная Иосафата Гордашевская
- блаженная Тарсикия Мацкив

## Источник
- Енциклопедія українознавства (в 10 томах), Главный редактор Володимир Кубийович, Париж, Нью-Йорк, изд. Молоде Життя, 1954—1989.
- Каталог Згромадження СС. Служебниць. Л. 1938. Рим 1955, 1965, 1972
- Великий А. Нарис історії Згромадження СС. Служебниць. Рим 1968